# Corby Glen
Corby Glen è un villaggio e parrocchia civile dell'Inghilterra, appartenente alla contea del Lincolnshire.